# Walter Maurer
Walter Stark Maurer (ur. 9 maja 1893 w Kenosha, zm. 18 maja 1983 w Chicago) – amerykański zapaśnik walczący w stylu wolnym. Brązowy medalista olimpijski z Antwerpii 1920, w wadze półciężkiej.

## Letnie Igrzyska Olimpijskie 1920
| Konkurencja        | Rundy eliminacyjne     | Rundy eliminacyjne      | Rundy eliminacyjne     | Rundy eliminacyjne  | Klas. końcowa |
| Konkurencja        | 1/16                   | Ćwierćfinał             | Półfinał               | O 3 miejsce         | Miejsce       |
| ------------------ | ---------------------- | ----------------------- | ---------------------- | ------------------- | ------------- |
| 82,5 kg styl wolny | Camille Ledran (FRA) Z | Emil Westerlund (FIN) Z | Anders Larsson (SWE) P | John Redman (USA) Z | 3.            |